# Elizabeth Michael
Elizabeth Michael (Dar es-Salam, 16 de abril de 1995) también conocida como Lulu, es una actriz tanzana.

## Carrera
Michael inició su carrera en la televisión de su país cuando todavía era una niña pequeña. En 2005 realizó su primera aparición en cine, en la película Misukosuko Part 2.
En 2013 ganó el premio a la mejor actriz en el Festival Internacional de Cine de Zanzíbar por su participación en la película Woman Of Principles. También obtuvo un galardón en el Africa Magic Viewers Choice Awards en 2016. En agosto de 2017, fue reconocida en los Africa Youth Awards como una de las 100 personalidades jóvenes más influyentes de África.

### Controversia
En noviembre de 2017, la actriz fue acusada de homicidio involuntario por la muerte del popular actor Steven Kanumba en 2012, y fue sentenciada a dos años de prisión. Según Michael, tras una fuerte discusión, Kanumba empezó a golpearla y durante esta pelea cayó al suelo, golpeándose la cabeza y falleciendo al instante. La actriz aprovechó esta oportunidad para huir, sin enterarse de la muerte de Kanumba. El 26 de abril de 2018, en la celebración de la Unión de Tanzania, fue una de las prisioneras indultadas por el presidente John Pombe Magufuli y su sentencia fue reducida. Finalmente fue liberada el 9 de mayo de 2018 después de cumplir seis meses en prisión. El 12 de noviembre de 2018 terminó su período de libertad condicional.

## Filmografía

### Televisión
| Año       | Título                       | Papel                  |
| --------- | ---------------------------- | ---------------------- |
| 2000–2006 | Zizimo                       | Lulu                   |
| 2000–2006 | Dira                         | Lulu                   |
| 2000–2006 | Taswira                      | Lulu                   |
| 2000–2006 | Baragumu                     | Lulu                   |
| 2000–2006 | Gharika                      | Lulu                   |
| 2000–2006 | Sayari                       | Lulu                   |
| 2000–2006 | Tufani                       | Lulu                   |
| 2000–2006 | Tetemo                       | Lulu                   |
| 2000–2006 | Jahazi                       | Lulu                   |
| 2000–2006 | Demokrasia                   | Lulu                   |
| 2006–2010 | Watoto Wetu                  | Presentadora           |
| 2014–2015 | Tanzania Movie Talents (TMT) | Presentadora           |
| 2018      | Sarafu                       | Jackline Sanga "Jacky" |

### Radio
| Año  | Película   | Papel  |
| ---- | ---------- | ------ |
| 2009 | Wahapahapa | Mainda |

### Cine
| Año  | Película            | Papel      |
| ---- | ------------------- | ---------- |
| 2005 | Misukosuko Part 2   | Catherine  |
| 2006 | Wema                | Betty      |
| 2007 | Silent Killer       |            |
| 2008 | Family Tears        | Lindah     |
| 2008 | Mtoto wa Nyoka      |            |
| 2008 | Lost Twins          | Anitha     |
| 2009 | Taste of Love       | Martha     |
| 2009 | Ripple of Tears     | Lizy       |
| 2009 | Passion             |            |
| 2009 | Unfortunate Love    |            |
| 2009 | Too Late            |            |
| 2009 | Reason To Die       | Nyina      |
| 2010 | Family Disaster     | Julieth    |
| 2010 | Crazy Love          | Estudiante |
| 2010 | My dreams           | Jane       |
| 2011 | Birthday Party      |            |
| 2011 | Ritazo              | Ritazo     |
| 2011 | Tattoo              | Bridget    |
| 2011 | Confusion           | Besta      |
| 2012 | House Boy           | Lulu       |
| 2012 | Woman Of Principles | Linah      |
| 2012 | Dangerous Girl      | Hidaya     |
| 2012 | Mtoto wa Mbwa       | Nice       |
| 2012 | Yatima Asiyestahili | Njwele     |
| 2012 | Oxygen              |            |
| 2013 | Foolish Age         | Loveness   |
| 2014 | Family Curse        |            |
| 2015 | Mapenzi Ya Mungu    | Shikana    |
| 2016 | Ni Noma             | Angela     |